# Bemisaleyrodes balachowskyi
Bemisaleyrodes balachowskyi là một loài côn trùng cánh nửa trong họ Aleyrodidae, phân họ Aleyrodinae.
Bemisaleyrodes balachowskyi được Cohic miêu tả khoa học đầu tiên năm 1969.